# Saitis insulanus
Saitis insulanus là một loài nhện trong họ Salticidae.
Loài này thuộc chi Saitis. Saitis insulanus được William Joseph Rainbow miêu tả năm 1920.